# Idea cadelli
Idea cadelli är en fjärilsart som beskrevs av Wood-mason och De Nicéville 1880. Idea cadelli ingår i släktet Idea och familjen praktfjärilar. Inga underarter finns listade i Catalogue of Life.